# Reformationen
Reformationen var en gennemgribende forandring af kristendommen i Nordeuropa i 1500-tallet. Forandringen indebar, at den protestantiske kirke blev dannet ud fra den hidtil herskende romersk-katolske kirke. Reformationen tog udgangspunkt i Wittenberg i Tyskland, hvor den tyske munk Martin Luther i 1517 fremførte en voldsom kritik af den katolske kirke med sine 95 teser. Luthers protest blev fulgt op af franskmanden Jean Calvin, schweizeren Ulrich Zwingli og andre af protestantismens pionerer. I Danmark blev reformationen gennemført i 1536. Her var Hans Tausen hovedkraften.
Omkring 1540 var reformationen stort set slået igennem i Nordeuropa.

## Martin Luther
Inden Luthers opgør med den katolske kirke havde der været flere forsøg på at reformere kirken. Blandt de mest markante skikkelser i denne bevægelse var tjekkiske Jan Hus (1369-1415), franske Pierre Valdo (1140-1217) og engelske John Wycliffe (1328-1384). Ingen af disse forsøg var for alvor slået igennem, så det blev Martin Luther, der fik æren af at være hovedmanden bag reformationen. Hans kritik af den katolske kirke rettede sig i første omgang mod afladshandelen, idet han sagde, at paven og den jordiske kirke ikke havde indflydelse på skærsilden, og at kirkens dogme om helgenernes fortjeneste ikke havde baggrund i Bibelen. Ifølge Luther og den protestantiske bevægelse er Bibelens ord var den eneste autoritet (”sola scriptura” (”Skriften alene”)) for den kristne lære, og troen på, at Jesus Kristus er død og genopstået, og at han derved har givet frelsen til dem, der tror på ham, er det eneste, der kan gøre et menneske retfærdigt over for Gud. Et menneskes gode gerninger betyder ikke noget for frelsen.
Motivationen for reformationen var således først og fremmest teologisk. Andre faktorer spillede dog også ind, blandt andet en spirende nationalisme, en udbredt korruption i Vatikanet (pavestaten), indflydelse fra den humanistiske filosofi samt renæssancens tankegang, der satte mennesket i centrum.
I tiden op til reformationen havde paven og den katolske kirke en enorm magt og rigdom. Kirken havde forskellige dogmer om, at et menneske selv kan bidrage til sin frelse gennem fromhed, gode gerninger, køb af afladsbreve og gaver til kirken. Den lærte, at hvis man viste sin godhed mod kirken ved gaver eller køb af afladsbreve, så kunne man få en kortere tid i skærsilden. Johann Tetzel, en berømt afladsprædikant og afladshandler, var kendt for mottoet:
" Når pengene i kisten klinger,
straks sjælene ud af skærsilden springer. 
Indtil 1400-tallet havde kirken haft monopol på næsten al litteratur i Vesteuropa. Dermed var det udelukkende kirken – sammen med universiteterne – der havde kendskab til og kunne udlægge Bibelen. I 1440-erne kom Johannes Gutenberg imidlertid med sin revolutionerende måde at trykke bøger på, og i 1455 begyndte han at trykke Bibelen. Hans opfindelse af bogtrykkerkunsten betød, at kirken, de lærde og de rige ikke længere havde monopol på at eje bøger, der indtil da havde været særdeles bekostelige. Bibelen blev oversat fra latin eller direkte fra grundsprogene hebraisk og græsk, og det var nu muligt for almindelige mennesker selv at studere Bibelen direkte, i stedet for gennem kirken og præsterne.
Kirkens monopol var også under pres fra renæssancen, hvor mennesket kom i centrum. Det øgede fokus på mennesket var i strid med den katolske kirkes lære om, at mennesket skulle nå Gud gennem kirken. Der blev i stigende grad sat spørgsmålstegn ved kirkens autoritet.
Den 31. oktober 1517 begyndte reformationen for alvor. Den dag offentliggjorde Luther sine 95 teser for at indbyde de lærde til en drøftelse af den katolske kirkes afladspraksis. Luther mente ikke, at man kan få Guds tilgivelse for synder ved at købe et afladsbrev, der er udstedt af kirken. Han mente, at troen og forholdet til Gud udelukkende er en åndelig sag - ikke noget som penge skal blandes ind i.
Luther mente desuden, at ingen blandt de kristne er tættere på Gud end andre, hverken paven eller det katolske præsteskab. Kirken skal opfattes som et fællesskab af troende. En præst kan ikke afgøre, hvorvidt man er tættere på frelsen eller ej. Det er noget, som Gud alene bedømmer.
Luther fremhævede, at det ikke er gode eller dårlige gerninger, der afgør, om man kommer i himlen eller helvede. Det er alene troen, der afgør det. Frelsen kan ikke opnås ved at gøre gode gerninger. Troen kommer først. Så kommer de gode gerninger bagefter som en frugt af troen.
De 95 teser spredtes (i kraft af bogtrykkerkunsten) hurtigt over hele Tyskland og vakte stor opsigt. De var et stort slag mod den katolske kirke, der havde fået betydelige indtægter på afladshandelen. Den reformatoriske bevægelse spredte sig i Tyskland, og andre reformbevægelser opstod uafhængigt af Luthers. De største grupper, der arbejdede på at udbrede reformationen, var lutheranerne og calvinisterne. De lutheranske kirker fik særligt rodfæste i Tyskland, de baltiske lande og Skandinavien, mens calvinismen især vandt udbredelse i Schweiz, Frankrig, Holland og Skotland. Den protestantiske bevægelse fik desuden en markant indflydelse på den anglikanske kirke, der blev indført i England i 1530-erne.
Luther selv frabad sig, at hans efterfølgelige skulle kalde sig "lutherske": "For det første anmoder jeg om, at man vil undlade at bruge mit navn, og ikke kalde sig lutherske, men kristne. Hvad er Luther? Læren er dog ikke min. Og jeg er heller ikke blevet korsfæstet for nogen. … Hvordan skulle det så komme så vidt med mig usle, stinkende ormesæk, at man skulle kalde Kristi børn med mit navn, som der jo ikke er nogen frelse i?" .
Reformationen betød et brud i den vesterlandske kirke. Dette brud er ikke helet siden. Den katolske kirke svarede igen på reformationen ved at iværksætte modreformationen, som blev igangsat i forbindelse med Tridentinerkoncilet, som foregik i årene fra 1545 til 1563. En stor del af kampen mod protestantismen blev gennemført af den nye, velorganiserede jesuiterorden. Overordnet set blev Nordeuropa (bortset fra Irland) domineret af protestantismen, mens Sydeuropa forblev katolsk. Centraleuropa blev udsat for en indædt konflikt, som kulminerede i trediveårskrigen (1618-1648), der medførte omfattende ødelæggelser.

## Jean Calvin
Den franske teolog Jean Calvin (1509-1564) blev præget af Luthers tanker. Han brød med den katolske kirke omkring 1530, hvorefter han flygtede fra Paris til Basel i Tyskland. Forskellen på Luther og Calvin var, at Calvin mente, at prædestinationslæren var en essentiel del af kristendommen. Calvin mente, at både Det Gamle Testamente og Det Nye Testamente var vigtige, mens Luther mente, at Det Nye Testamente var det vigtigste.
I 1536 slog han sig ned i Genève, hvor reformationen netop var blevet gennemført. Her omdannede han byen til en teokratisk stat med en streng kirketugt. Han mødte dog modstand, og allerede i 1538 måtte han forlade byen. Allerede i 1541 vendte han tilbage, og han skrev en række skrifter, der skulle få stor betydning for menighedens reformatoriske liturgi, undervisning og organisation.

## Den radikale reformation
Begrebet "radikal reformation" er i forskningen det begreb, som bruges til at karakterisere en række bevægelser og personer, som ville noget andet og mere end ”hovedreformatorerne”. Disse radikale reformbevægelser, der opererede uden for de statsstøttede kirker, indførte ofte yderligere forandringer, herunder (f. eks.) afvisning af barnedåben, af treenigheden eller afvisning af de traditionelle bekendelsesskrifter fra senantikkens konciler i Nikæa og Chalkedon.
Blandt de mest markante var i den første periode Andreas Karlstadt, Thomas Müntzer og en række af hinanden uafhængige døberbevægelser (også kaldt ”gendøber” eller ”anabaptister”) fra bl.a. Schweiz, Østrig, Sydtyskland, Mähren og Nordvesttyskland, hvis første dominerende lederskikkelser var Felix Manz, Conrad Grebel, Georg Blaurock, Balthasar Hubmaier og Hans Hut, sidstnævnte var elev af Thomas Müntzer. Den schweiziske døberbevægelse var i den første fase mangesidet, men bekendte sig efterhånden med Schleitheim-bekendelsen i 1527 til en frikirkemodel og pacifismen. En del af døberne begyndte at leve sammen i kollektive samfund med fælleseje efter forbillede af ejendomsfællesskabet hos urmenigheden, de blev senere kendt som hutteritter. Døberbevægelsen i Nordvesttyskland førte til fremkomsten af mennonitterne, men også til det såkaldte "Døberriget i Münster 1534/35". Der var også spiritualister (”sværmere”) og antitrinitarer (unitarer). Unitarer afviste treenigheds-dogmen og fandt udsbredelse i bl. a. Polen-Litauen og Siebenbürgen. Mange havde en udpræget antiklerikal indstilling. Bevægelserne blev undertrykt af både lutherske protestanter og katolikker.

## Reformationen i Danmark
I 1520 bekostede en velhavende bonde fra "Benniksgård" i Rinkenæs rejsen for to munke fra Flensborg Kloster til Wittenberg, hvor de skulle lære Martin Luther og hans tanker at kende. Året efter begyndte den ene munk at prædike Luthers reformation i sin gamle kirke. Den anden startede 1525 en præsteskole i Haderslev. Det vil sige, at reformationen begyndte i Rinkenæs gamle kirke elleve år før det øvrige land.
Blandt tilhørerne på Københavns Universitet var johannitermunken Hans Tausen (1494 – 1561), der fra Viborg blev hovedkraften bag reformationen i Danmark. I 1525 satte han sig i besiddelse af Viborgs to klosterkirker og domkirken, mens 12 "overflødige" kirker blev revet ned.
Malmø, der dengang var dansk, spillede også en vigtig rolle i den danske reformation. I 1524 oversatte borgmester Hans Mikkelsen og Lund-kanniken Christiern Pedersen Det Nye Testamente til dansk, og præsten Claus Mortensen Tøndebinder udgav i 1528 den første danske salmebog, Malmø-salmebogen.
I 1530 havde reformationen sejret i alle vigtige købstæder, dels fordi Frederik 1. (1523-1533) beskyttede den folkelige bevægelse, dels på grund af et opsparet had i befolkningen mod kirkens privilegier. Kirken havde skattefrihed, ret til selv at opkræve tiende og en omfattende afladshandel.
Ved kongevalget af Christian 3. i 1534 fik reformationens tanker en stærk støtte i den verdslige stat. I 1536 blev de katolske biskopper fængslet og bispegodserne overtaget af kongen. Herefter var det kongen, der udnævnte biskopper, og som udgjorde den øverste myndighed i gejstlige anliggender stifterne. Da kirken blev en statskirke, fik stiftslensmændene (amtmændenes forgængere) indflydelse på stifternes økonomi.
Langt de fleste munke og nonner fik lov at blive i deres klostre - gråbrødreklostrene var dog en undtagelse (se Gråbrødrenes Fordrivelseskrønike) - og præsterne fik lov at beholde deres kirker til de døde. Først da den sidste munk eller nonne var død, blev klosteret lagt sammen med krongodset, og kirkesognene blev sammenlagt.

## Reformationen i Sydeuropa
Det var kun i Nordeuropa, at reformationen for alvor slog igennem. Her fik reformationen så stor gennemslagskraft, at den ikke kun fik betydning for det kirkelige samfund, men også for det verdslige samfund. I Sydeuropa forblev katolicismen dog stadig den vigtigste kirkelige trosretning. Fra midten af 1500-tallet var pavemagten klar til et åbent opgør (modreformationen) med de få reformatoriske bevægelser, der var opstået.
I Sydeuropa var modreformationens grundlag baseret på den katolske kirkes ufejlbarhed. Paven havde fortsat ret til at fortolke Bibelen på kirkens vegne. Jagten på kættere blev forstærket. Især i Italien og Spanien var der mange, der mistede livet.
Inkvisitionsdomstolene var blevet oprettet i højmiddelalderen af den romerske kirke. De bestod af præster, der undersøgte kættersager. Hvis man blev kendt skyldig som kætter, blev man brændt på bålet. Inkvisitionen var med til at udbrede folks frygt for den romerske kirke, da dens domme blev afsagt på baggrund af tilståelser, der ofte var fremtvunget under forskellige former for tortur.
Reformationsgrupperne i Italien, Spanien og Portugal blev stillet for inkvisitionsdomstolene og måtte enten konvertere tilbage til katolicismen, eller flygte til andre lande for at undgå henrettelse.
I dag står Peterskirken som et synligt symbol på magtkampen mellem de reformatoriske grupper og katolicismen. Den oprindelige plan for kirken var, at den skulle udformes som et græsk kors, hvor alle kunne se op i kirkens kuppel. I stedet blev kirken udformet som et latinsk kors, hvor menigheden kun kan se præsterne. Hermed understregedes katolicismens grundtanke om, at kirken var forbindelsesled mellem Gud og mennesket.